# Jemima Wilkinson
L'"Amic Públic Universal" (nascuda Jemima Wilkinson, 29 de novembre del 1752 — 1 de juliol del 1819), va ser una líder religiosa nord-americana de la congregació "Universal Friends" (Amics Universals), que predicava total abstinència sexual. Després d'haver sofert una greu malaltia en 1776, l'Amic va al·legar haver mort i estat reanimat com un evangelista agènere anomenat "Amic Públic Universal", i posteriorment va evitar el seu nom de naixement i els pronoms amb gènere. Vestint robes andrògenes, l'Amic va predicar per tot el nord-est dels Estats Units, atraient molts seguidors que així van formar la "Societat d'Amics Universals".
La teologia de l'Amic Públic Universal era en general semblant a la de la majoria dels quàquers. L'Amic va matisar la importància del lliure voluntat, es va oposar a l'esclavitud i va donar suport a l'abstinència sexual. Els membres més compromesos de la Societat d'Amics Universals van ser un grup de dones solteres que assumien papers de lideratge en les seves famílies i a la comunitat. En la dècada del 1790, els membres de la Societat van adquirir terres en l'oest de Nova York, on van formar el municipi de "Jerusalem" prop de Penn Yan, Nova York. La Societat d'Amics Universals va deixar d'existir en la dècada de 1860. Molts escriptors van retratar l'Amic com una dona i, o un frau manipulador, o un pioner dels drets de les dones. Altres, no obstant això, reconegueren el predicador com a transgènere o no binari i com una figura pionera a la història transsexual.